# SN 2006gj
SN 2006gj – supernowa typu Ia odkryta 18 września 2006 roku w galaktyce UGC 2650. W momencie odkrycia miała maksymalną jasność 17,80m.